# 山田東町
山田東町（やまだひがしまち）は、愛知県名古屋市東区にあった町名。

## 地理
名古屋市東区北部に位置し、廃止時点で東は矢田町、西は北区山田町、南は東大曽根町に接していた。

## 歴史

### 沿革
- 1928年（昭和3年）12月20日 - 東区山田町の一部より、同区山田東町が成立[1]。
- 1939年（昭和14年）11月1日 - 山田町の一部を編入[1]。
- 2004年（平成16年）11月20日 - 全域が矢田一～三丁目となり廃止[2]。